# Barbachen
Barbachen település Franciaországban, Hautes-Pyrénées megyében. Lakosainak száma 42 fő (2022. január 1.). Barbachen Monfaucon, Beccas, Haget, Ansost, Buzon és Ségalas községekkel határos.

## Népesség
A település népességének változása:
| Lakosok száma | 56   | 55   | 54   | 53   | 52   | 51   | 48   | 45   | 42   |
|               | 2013 | 2015 | 2016 | 2017 | 2018 | 2019 | 2020 | 2021 | 2022 |